# Yehezkel Braun
Yehezkel Braun (født 18. januar 1922 i Breslau, Tyskland - død 27. august 2014) var en tysk/israelsk komponist, professor og lærer. 
Braun voksede allerede som to årig op i Palestina, og var fra en tidlig alder eksponeret for den jødiske og den mediteranske folklore og musik.
Han var uddannet på Tel Aviv Musikkonservatorium.
Braun tog i 1937 til Frankrig, og studerede gregoriansk kormusik, og en del af hans musik byggede på greorianske og jødiske messer.
Han har komponeret orkesterværker, sange, kammermusik, teatermusik og musik til film etc.
Braun var professor på Tel Aviv University. 